# Севернорейнска литературна награда
„Севернорейнската литературна награда“ (на немски: Niederrheinischer Literaturpreis) е учредена през 1992 г. от град Крефелд и се присъжда ежегодно, а след 2002 г. – на всеки две години. Удостоява се писател, „който произлиза от района или чието творчество има отношение кам Северен Рейн“.
До 2008 г. отличието възлиза на 5000 €, а от 2009 г. – на 10 000 €.

## Носители на наградата (подбор)
- Кристоф Петерс (1999)
- Елке Шмитер (2000)
- Улрих Пелцер (2001)
- Дитер Велерсхоф (2002)
- Маркус Ортс (2009)